# Michel Zink
Michel Zink (Issy-les-Moulineaux, 5 maggio 1945) è un filologo e storico della letteratura francese.

## Biografia
Figlio del germanista alsaziano Georges Zink, ne ha seguito le orme come allievo dell'École normale supérieure de la Rue d'Ulm (1964-1968), presso la quale ha conseguito l'agrégation de lettres classiques. Dopo un periodo come assistente presso la Sorbona (1968-1970 e 1972-1976) e l'Università di Tunisi (1970-1972), ha insegnato letteratura medievale alle Università di Toulouse II-Le Mirail (1976-1987) e di Paris IV-Sorbonne (1987-1994). Nel 1994, è stato nominato professore al Collège de France, come titolare della cattedra di Letterature della Francia medievale, da lui occupata per ventidue anni. Il 10 febbraio 2016 ha tenuto la sua ultima lezione .
La profonda esperienza nel campo della poesia francese e occitana medievale, le numerose e fondamentali pubblicazioni scientifiche e l'appassionata attività di insegnamento fanno di Michel Zink uno dei più autorevoli rappresentanti della ricerca nel campo della letteratura del Medioevo.
Tra le sue principali responsabilità nel campo dell'editoria scientifica e letteraria, si segnalano la direzione, con Geneviève Hasenohr, della più importante rivista francese di filologia e letteratura medievale, la Romania, fondata da Paul Meyer e Gaston Paris (entrambi predecessori di Zink al Collège de France), e l'ideazione e la direzione della collana di testi medievali Lettres Gothiques (Livre de Poche di Hachette).
I riconoscimenti ufficiali per le sue benemerenze scientifiche, così come per la straordinaria capacità di promozione e divulgazione culturale, non sono mancati. Nel 2000, Michel Zink è stato chiamato a far parte dell'Institut de France, come membro dell'Académie des Inscriptions et Belles-Lettres, di cui diventerà, nel 2011, secrétaire perpétuel. Nel 2007, gli è stato conferito il Premio Balzan per la letteratura europea (1000-1500), con la seguente motivazione: "Per i suoi fondamentali contributi alla comprensione della letteratura francese e occitanica del Medioevo, capitolo decisivo nella formazione della letteratura europea moderna; per la sua reinterpretazione del rapporto tra letteratura medievale e moderna; per le sue iniziative pionieristiche volte a riportare la letteratura del Medioevo nella memoria culturale della Francia e dell'Europa". Nel 2011 è stato nominato ufficiale della Legion d'onore e nel 2017 è risultato eletto al 37° seggio dell'Académie Française..